# Raues Felsenblümchen
Das Raue Felsenblümchen (Draba aspera) ist eine Pflanzenart der Gattung der Felsenblümchen (Draba) innerhalb der Familie der Kreuzblütler (Brassicaceae). Es kommt von den Pyrenäen bis zur Balkanhalbinsel vor.

## Beschreibung

### Vegetative Merkmale
Das Raue Felsenblümchen ist eine ausdauernde, krautige Pflanze und erreicht Wuchshöhen von 1 bis 3 Zentimetern. Die Blätter stehen in dichten, kugeligen Rosetten und sind 3 bis 8 Millimeter lang und maximal 1,2 mm breit. Sie sind am Rand steif-borstig bewimpert.

### Generative Merkmale
Die Blütezeit reicht Juni und Juli. Die Blütenstängel tragen keine Blätter und sind mit Sternhaaren bedeckt. Wenig Blüten befinden sich im traubigen Blütenstand.
Die zwittrige Blüte ist vierzählig. Die vier Kelchblätter sind 2,5 bis 3 Millimeter lang mit vereinzelten Gabelhaaren und einfachen Haaren. Die vier leuchtend gelben Kronblätter sind bei einer Länge von etwa 3 Millimetern keilförmig-länglich und ausgerandet. Die Staubfäden sind gleich lang wie die Kronblätter.
Die Schötchen-Frucht ist aufgeblasen, etwa 6 Millimeter lang und dicht mit Sternhaaren besetzt. Der Griffel ist zur Fruchtzeit 3 bis 4 Millimeter lang.

## Ökologie
Die Bestäubung erfolgt durch Insekten oder durch Selbstbestäubung.

## Vorkommen
Das Raue Felsenblümchen kommt in den Pyrenäen, Italien und der Balkanhalbinsel vor. Hier reicht das Areal im Norden bis Slowenien und erreicht mit der Petzen noch Kärntner Gebiet.
Das Raue Felsenblümchen wächst in der alpinen Höhenstufe in Felsspalten und in Felsschutt. Es gedeiht vorzugsweise auf kalkarmen Gesteinen in Höhenlagen von 2000 bis 2550 Metern. Es kommt in Pflanzengesellschaften des Klasse Aspnetietea rupestris vor.

## Belege
- Siegmund Seybold (Hrsg.): Schmeil-Fitschen interaktiv. (CD-Rom). Quelle & Meyer, Wiebelsheim 2001/2002, ISBN 3-494-01327-6.
- Manfred A. Fischer, Karl Oswald, Wolfgang Adler: Exkursionsflora für Österreich, Liechtenstein und Südtirol. 3., verbesserte Auflage. Land Oberösterreich, Biologiezentrum der Oberösterreichischen Landesmuseen, Linz 2008, ISBN 978-3-85474-187-9.